# Orašac (Dubrovnik)
Orašac falu Horvátországban, Dubrovnik-Neretva megyében. Közigazgatásilag Dubrovnik községhez tartozik.

## Fekvése
A Dubrovnik városától légvonalban 9, közúton 16 km-re északnyugatra a Dubrovniki tengermelléken, Trsteno és Zaton között fekszik. Itt halad át a 8-as számú, Adria-parti főútvonal. Nagyobbik része a főút feletti hegyoldalban, kisebbik része pedig a főút alatt a tengerpart mentén fekszik. A hegyoldalról fenyőfákkal, ciprusokkal és macchiákkal határolt sétány vezet a kikötőbe, ahol a strand, a móló és több vendéglátóhely található. Innen indulnak a hajók a közeli Koločep-szigetre. A település két történelmi része Poljice és Orašac, melyek közül Poljice területe a Krst nevű helyig terjed, ahol ma is egy kőkereszt áll. Ez a kereszt volt egyúttal a középkori Zahumlje és Raguza városának határa, mivel Poljice régen Raguza városához, Orašac pedig Zahumljéhez tartozott.

## Története
Orašac területe már ősidők óta lakott. Az itt élt első ismert nép az illírek voltak, akik az i. e. 2. évezredtől fogva éltek itt magaslatokon épített erődített településeken és kövekből rakott halomsírokba temetkeztek. Halomsírjaikból néhány található szétszórtan a település határában is. Az illírek i. e. 35-ig uralták a térséget, amikor Octavianus hadai végső győzelmet arattak felettük. A késő római kor emléke a régészek által feltárt 5. századi kápolna és a környéken található számos sírkő. A Nyugatrómai Birodalom bukása után 493-tól a keleti gótok uralták a területet. 535-ben Dalmáciával együtt a Bizánci Császárság uralma alá került. A horvátok ősei a 7. században érkeztek Dalmáciába és csakhamar megalapították első településeiket. Ezek elsőként a termékeny mező melletti, ivóvízzel rendelkező helyeken alakultak ki.
A horvát tengermelléknek ez a része a Neretvától Dubrovnik városáig a középkori Zahumljéhez tartozott, mely kezdetben a horvát nemzeti királyoktól, majd a 12. századtól a horvát-magyar királyoktól függőségben (Hum, Chum néven) önálló hercegséget képezett. Mihály humi herceget („dux Chulmorum”) már a 10. században említik. A 12. században a Zahumlje térségének zavaros történeti időszakában átmenetileg a raškai uralkodók uralma alá került, de 1154-ben Borics bosnyák bán megszerezte tőlük. 1198-ban Endre horvát-szlávón herceg visszaszerezte a magyar koronának, de ténylegesen a Nemanjić-dinasztia hercegei uralkodtak felette. 1326-ban újra a bosnyák bánok uralma alá került, majd Dusán István szerb király foglalta el. 1362-ben visszaszerezték a horvát-magyar királyok, majd 1382-ben I. Tvrtko bosnyák király kezére került. Végül 1399-ben megszerezte a Raguzai Köztársaság.
Orašac első írásos említése 1324-ben történt. A krónikások szerint az akkori település a tengertől mintegy négyszáz méterre emelkedő sziklán épült. A mai Orašac területét akkor még a Zahumlje és Raguza közötti határ szelte ketté, Poljicének nevezett keleti része ugyanis Raguza, a mai Dubrovnik városához tartozott. Egyházi szempontból is két felé oszlott a terület. Poljice a zatoni, Orašac pedig a trstenoi plébánia része volt. A 15. és a 16. században számos raguzai család építette itt fel nyaralóját, melyek közül a Miloslavić, a Karalić-Markovina, a Mozara, a Marteletti és a Đanović-Savonara családoké említésre méltó. Az orašaci plébániát csak 1601-ben alapították meg központjában a Sarlós Boldogasszony (Pohođenja Marijina) templommal. A plébánia templomai közül már a középkorban állt a Szent Kozma és Damján a Vračevo-hegyen, az 1253-ban épített Szent Tekla, a 11. századi obrovoi Szent András és a Remete Szent Pál templom. Ezek közül ma már egyik sem található. Az ebben az időben épített templomok közül már csak a Szent Miklós és Szent György templomok állnak és vannak használatban. 1690-ben dominikánus atyák érkeztek a településre, ahol felépítették kolostorukat és Limai Szent Róza tiszteletére szentelt templomukat. Ők nyitották meg a település első iskoláját, mely 1777-ig működött. Ekkor a szerzetesek elhagyták a települést, de a kolostor és a templom épülete bár magántulajdonban van, ma is áll.
A Raguzai Köztársaság bukása után 1806-ban Dalmáciával együtt ez a térség is a köztársaságot legyőző franciák uralma alá került, de Napóleon bukása után 1815-ben a berlini kongresszus Dalmáciával együtt a Habsburgoknak ítélte. A településnek 1857-ben 888, 1910-ben 697 lakosa volt. 1918-ban az új szerb-horvát-szlovén állam, majd később Jugoszlávia része lett. Mintegy harminc évvel ezelőtt építették fel Orašacon a „Vrtovi Sunca” nevű turistatelepet, ahol sok helyi lakos talált munkát. A telep a délszláv háborúig működött. A délszláv háború során 1991. október 1-jén kezdődött a jugoszláv hadsereg (JNA) támadása a Dubrovniki tengermellék ellen. Az elfoglalt települést a szerb erők kifosztották és felégették. 1992. májusáig lényegében lakatlan volt, ezért a boszniai mudzsáhid bázisként használta. A háború után rögtön elkezdődött az újjáépítés. A turistatelepen 2009-ben új szállodát nyitottak.1996-ban földrengés okozott súlyos károkat. A településnek 2011-ben 631 lakosa volt, akik főként mezőgazdasággal, halászattal, vendéglátással foglalkoztak. Alapiskola is működik itt, középiskolába Dubrovnikba járnak a helyi fiatalok.

## Népesség
| Lakosság változása | Lakosság változása | Lakosság változása | Lakosság változása | Lakosság változása | Lakosság változása | Lakosság változása | Lakosság változása | Lakosság változása | Lakosság változása | Lakosság változása | Lakosság változása | Lakosság változása | Lakosság változása | Lakosság változása | Lakosság változása |
| ------------------ | ------------------ | ------------------ | ------------------ | ------------------ | ------------------ | ------------------ | ------------------ | ------------------ | ------------------ | ------------------ | ------------------ | ------------------ | ------------------ | ------------------ | ------------------ |
| 1857               | 1869               | 1880               | 1890               | 1900               | 1910               | 1921               | 1931               | 1948               | 1953               | 1961               | 1971               | 1981               | 1991               | 2001               | 2011               |
| 888                | 849                | 846                | 794                | 701                | 697                | 596                | 506                | 463                | 464                | 461                | 458                | 456                | 515                | 546                | 631                |

## Nevezetességei
- A Sarlós Boldogasszony plébániatemplom 1529-ben épült a helyi Miho Vukašinović és Luka Diodat trstenoi plébános ösztönzésére, akik az akkori pestisjárvány és kalóztámadások idején a Szűzanyához imádkoztak. A legenda szerint Mária meghallgatta kérésüket és meghagyta, hogy e helyen templomot építsenek. A templomban őrzik az Orašaci Szűzanya csodatevő képét, melyről a legenda azt tartja, hogy a firenzei Pietro Soderrini gonfaloniere hozta hajóján az Orašaci-öbölbe. A plébánia alapításakor 1601-ben plébániatemplom rangjára emelkedett, emiatt bővítették. Később többször is megújították, 1826-ban pedig átépítették. A 20. század elején előcsarnokot építettek hozzá, melyet 1909-ben szenteltek fel. A Fájdalmas Szűzanya és Keresztelő Szent János képei kulturális védettség alatt állnak. A templom búcsúünnepe minden év július 2. napja.
- A Szent Miklós templomot[4] a 14. században építették. A 14. és 19. században ferences harmadrendi nővérek éltek itt. Az épületet a 18. században felújították. A templom az úttól északnyugatra, Obrovo falucska közelében, Dolina falucskától északkeletre, a Goli brdo lejtőin áll. Egyhajós, hosszúkás téglalap alaprajzú épület és négyzet alakú apszissal. A templom előtti sík fennsíkon számos sírkőtöredék található.
- A temetőben álló Szent György templom[5] a 15. században épült késő gótikus stílusban, 1671-ben említik először. Mellette régi sírkövek találhatók. A templom a temetővel egy alacsony fallal körülvett fennsíkon található. A temető keleti részén több kőlap és sírkő, valamint egy középkori, kereszt domborműves kopjafa található. A templom keletelt, alaprajza pedig hosszúkás téglalap, négyzet alakú apszissal.
- A Limai Szent Róza kápolna 1690-ben épült a korábbi domonkos kolostor templomaként. Az egyház a Đanović családtól vásárolta vissza.
- A Havas Boldogasszony templom a Poljicei részen áll, 1825-ben építették. Magántulajdonban van.
- A pržini Szent Rókus templom 1777-ben épült. Magántulajdonban van.
- A Keresztelő Szent János templom 16. századi épület. Ljubica Buć családja adományozta a plébániának 1965-ben. Ma használaton kívül áll.
- Raguzai nemesi családok nyaralói a 15. és 16. századból. Közülük védett épületek a falutól nyugatra található Vlajki nyaralókomplexuma,[6] valamint az orašaci mezőn álló Arapovo-Soderini családok 16. századi nyaralója.[7] Utóbbihoz kapcsolódik egy legenda, amely szerint 1512-ben Piero di Tommaso Soderini  firenzei gonfaloniere tartózkodott benne. A nyaraló téglalap alakú, háromrészes alaprajzi felosztású, észak-déli tájolású egyszintes ház, nyugati homlokzatához kapcsolódó nyugati udvarral, magas védőfallal körülvéve. A nyaraló tengerre néző oldalsó homlokzata határozottan erődítmény formájú. Zárt alsó részekből áll,  a tetején pártázattal. A jelenlegi állapot az 1960-as évek alapos rekonstrukciójának eredménye.
- Az egykori Raguzai Köztársaság területének nyugati szélén, a történelmi közlekedési útvonal az ún. „Francia út” mentén, közvetlenül az út mellett, a „Na Krstu” nevű helyen ősi határkő[8] található. A négyzet alakú mészkőkőtömb (méretek: magasság 0,5 m, szélesség 0,35 m, vastagság 0,1 m) elülső részén finoman megmunkált felület látható, a kereszt karjainak metszéspontjában félkupola alakú kiemelkedéssel faragott keresztmotívummal, amelyet oldalt csavart oszlopok ábrázolásai kereteznek. Ugyanezt a keretezetlen keresztmotívumot faragták a kő hátuljára is.
- Ókori halomsírok a település határában.
- A település hagyományos ünnepe július 2-án az Orašaci Szűzanya ünnepe. Az ünnep szentmisével kezdődik, majd ezt kulturális és szórakoztató programok követik.

## Gazdaság
A helyi gazdaság  alapját a turizmus, a mezőgazdaság és a halászat képezi. Mára a legfejlődőképesebb gazdasági ág a turizmus lett. Az 1980-as évek végén építették fel a Dubrovački vrtovi sunca turistatelepet, mely a délszláv háború során elpusztult, újjáépítése folyamatban van. Központi épülete a Radisson SAS szállodalánc ötcsillagos szállodája a Radisson BLU Resort & Spa Dubrovnik Riviera. Az épületegyütteshez tartozik egy nagyméretű autóskemping is kiszolgáló létesítményeivel, valamint a Soderini nyaralóház étteremmel. A helyiek közül sokan járnak a közeli nagyvárosba Dubrovnikra dolgozni.